# (21000) L'Encyclopédie
(21000) L'Encyclopédie – planetoida z pasa głównego asteroid okrążająca Słońce w ciągu 4 lat i 33 dni w średniej odległości 2,56 j.a. Została odkryta 26 stycznia 1987 roku w Europejskim Obserwatorium Południowym przez Erica Elsta. Nazwa planetoidy pochodzi od Encyclopédie lub Dictionnaire raisonné des sciences, des arts et des métiers (1751–1772), Denisa Diderota i Jeana le Rond d’Alemberta, jednego z głównych dzieł epoki Oświecenia. Przed jej nadaniem planetoida nosiła oznaczenie tymczasowe (21000) 1987 BY1.